# Rim Bokri
Rim Bokri, née le 6 octobre 1985, est une escrimeuse tunisienne pratiquant l'épée. 

## Carrière
Rim Bokri fait partie de l'équipe féminine d'épée médaillée d'or aux championnats d'Afrique 2008 à Casablanca,.